# Carl Hawkinson
Carl Hawkinson, né le 7 octobre 1947, est un homme politique américain, membre parti républicain, ancien législateur de l'État de l'Illinois, procureur et chef d'état-major adjoint de la sécurité publique en l'Illinois.
En 2002, il devient le colistier de Jim Ryan pour l'élection du gouverneur de l'Illinois ; élection qu'ils perdent avec 45,2 % des voix face au ticket démocrate Blagojevich-Quinn qui obtient 52,0 % des suffrages.